# Los Payasos de la Tele
Los Payasos de la Tele és el nom amb el qual popularment es coneixia la companyia de pallassos espanyols formada inicialment per Gaby (Gabriel Aragón, 1920-1995), Fofó (Alfonso Aragón, 1923-1976) i Miliki (Emilio Aragón Bermúdez, 1929-2012), als quals amb posterioritat i successivament s'unirien Fofito (Alfonso Aragón fill, 1949, fill de Fofó), Milikito (Emilio Aragón fill, 1959, fill de Miliki) i Rody (Rodolfo Aragón, 1958, fill també de Fofó).

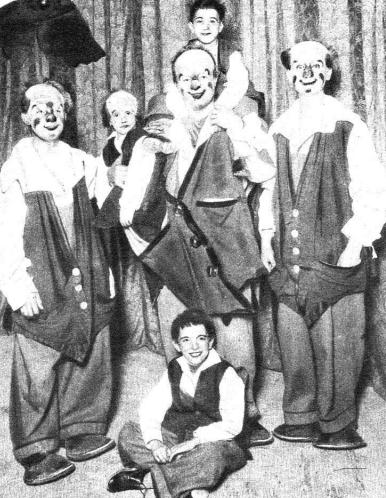
Gaby, Fofó i Miliki, amb el seu oncle Thedy i els seus cosins Nabucodonosorcito i Zampabollos a començaments de la dècada de 1930.

## Trajectòria
Gaby, Fofó i Miliki són hereus d'una llarga tradició familiar circense, que es remunta al segle xix. Els tres eren fills d'Emilio Aragón Foureaux (Emig) i nebots de José María i Teodoro Aragón Foureaux (aquests formarien el grup còmic Pompoff, Thedy y Emig). Altres membres de la família dedicats al món del circ van ser els seus cosins Nabucodonosorcito (José Aragón Hipkins, fill de José María) i Zampabollos (Emilio Aragón, fill de Teodoro).
José María, Teodoro i Emilio eren fills de Virginia Foureaux i Gabriel Aragón Gómez (El Gran Pepino), que van donar inici a la saga circense. Al seu torn, Virginia era filla de Jean Philippe Foureaux, oficial cap de cavalleria de l'exèrcit suec i expert domador.
Gaby, Fofó i Miliki van adoptar respectivament els papers de clown, august i contra-august. Gaby es va iniciar en solitari en 1934 amb el nom Homobono, però en 1939 van formar un trio, conegut com a Gaby, Fofó y Emilín. Posteriorment, Emilio es va canviar el nom per Miliki. A vegades, actuaren amb la seva germana Rocío Aragón Bermúdez, bailaora de flamenc.
Van començar les seves actuacions en Espanya l'any 1939 en el Circ Price. En 1946 els tres germans van emigrar a Amèrica, on romandrien més d'un quart de segle. En un primer moment es van instal·lar en Cuba, on van fer les seves primeres incursions en el món de la televisió a partir de 1949. En els anys següents, la difusió dels seus programes per altres països d'Amèrica Llatina els converteix en rostres coneguts a Mèxic, Argentina, Veneçuela, Puerto Rico o Estats Units. Entre 1965 i 1971 van romandre a Puerto Rico transmetent un programa diari anomenat El Show de las 5, un dels més vists i recordats en la història de la televisió d'aquest país.
En 1970 van arribar a l'Argentina i a través de Canal 13 aconsegueixen un èxit clamorós amb el programa El zapato roto, que després s'anomenaria El show de Gaby, Fofó y Miliki. L'espai comptava ja amb la presència d'un nou membre del clan: Alfonso Aragón Sac, Fofito, fill de Fofó.
Dos anys després, en 1972, van tornar a Espanya contractats per Televisió Espanyola per a posar-se al capdavant d'un nou programa infantil, que va adoptar el nom d' El gran circo de TVE. Aquest programa va substituir al també famós Los Chiripitifláuticos.

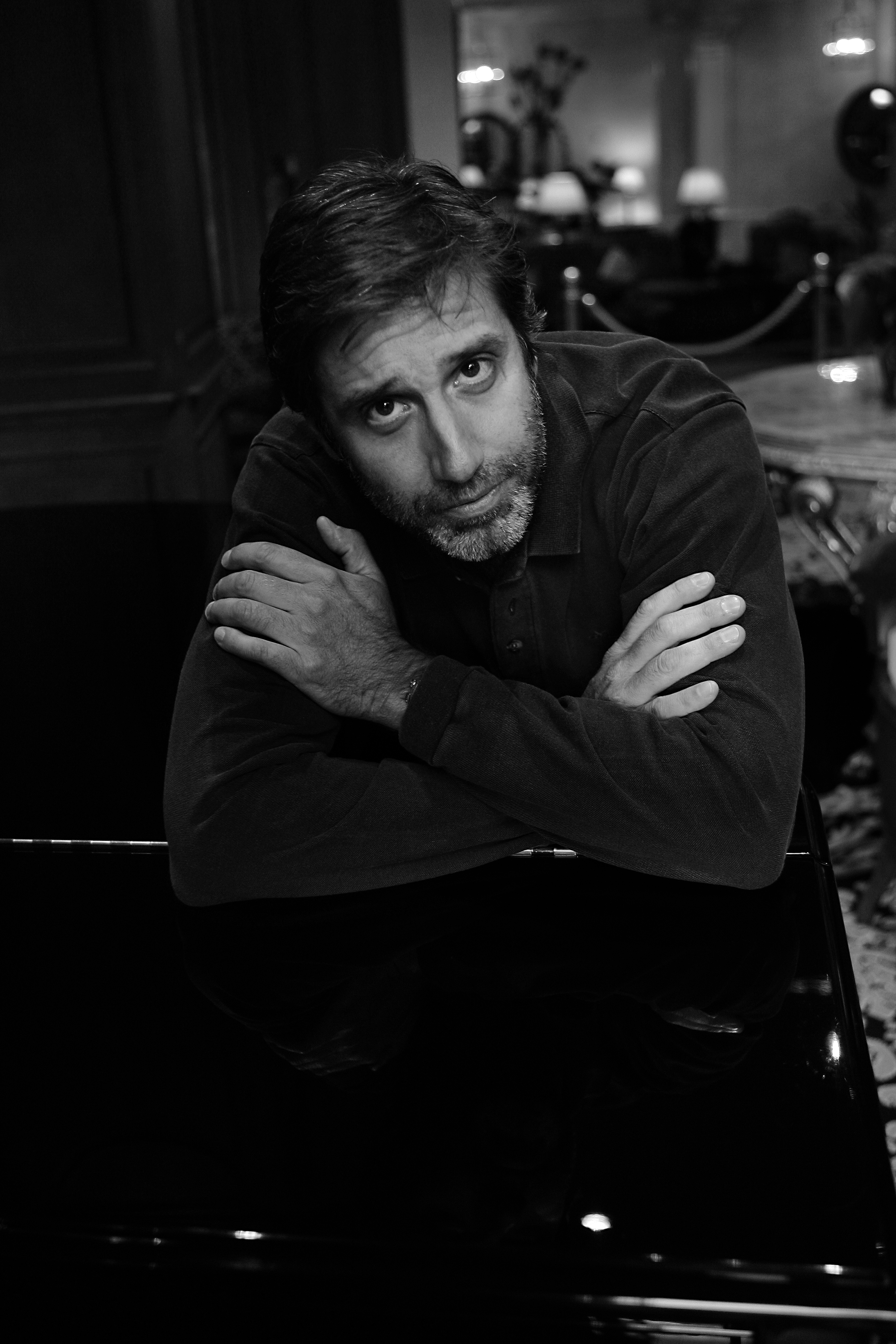
Emilio Aragón Álvarez en els principis de la seva carrera conegut com Milikito

Van aconseguir un grandíssim èxit, que va fer que el programa es prolongués fins a 1981. Els coneguts com Los Payasos de la Tele es van convertir així en un autèntic fenomen sociològic en la Espanya dels anys setanta, i el seu programa aconsegueix índexs d'acceptació molt destacats en l'època.
Després de la defunció de Fofó, en 1976, el fill de Miliki, Emilio Aragón Álvarez, s'uneix al grup amb el nom artístic de Milikito. És un pallasso, en principi mut, en la tradició de Harpo Marx, i que es fa entendre mitjançant un esquellot. Més tard, en abandonar aquest el programa en 1981, es produeix la que seria l'última incorporació a l'equip: Rody (Rodolfo Aragón), el fill petit de Fofó, que es disfressa de negre cubà, com feia Emig.
Finalment, el programa (que en la seva última etapa es va anomenar El loco mundo de los payasos) va ser retirat de la graella de TVE en 1983. Després d'algunes gires circenses durant els següents dos anys, amb el títol d' El fabuloso mundo del circo, el grup (del qual ja s'havia separat Miliki) es va dissoldre definitivament.

## Premis
- Los Payasos de la Tele van rebre el TP d'Or al Personatge més popular en 1974 per la seva trajectòria durant l'any 1973.

- Festival El Chupete premia la trajectòria de Los Payasos de la Tele amb El Chupete al millor comunicador infantil en 2017.

## Espectacles
- El circo de las Navidades (1974): Gaby, Fofó, Miliki i Fofito
- Los Superpayasos de la Televisión (1975): Gaby, Fofó, Miliki i Fofito
- El circo de las Navidades (1977): Gaby, Miliki i Fofito
- Festival Mundial del Circo (1977): Gaby, Miliki, Fofito i Milikito
- Pepín en el viaje a los planetas (1984): Rita Irasema, Maite Aragón i Mónica Aragón
- El fabuloso mundo del circo (1985): Gaby, Fofito i Rody
- La vuelta al mundo en 80 minutos (1986): Miliki i Rita Irasema
- El fantasma de la sopera (1987): Miliki i Rita Irasema
- El flautista de Hamelín (1988): Miliki i Rita Irasema
- Pon la cara feliz (1989): Miliki i Rita Irasema
- Una sonrisa y una flor (1991): Miliki i Rita Irasema
- Mimus (1996): El circo del arte
- Máscaras (1997): El circo del arte
- Sueños en la pista (1998): El circo del arte
- ¿Como están ustedes?  (2003): Los Gabytos
- Recuerdos (2006): Fofito
- Estrellas de la risa (2006): Fofito
- Sonrisas (2008-2010): Fofito i Mónica Aragón
- Había una vez...  (2009-2010): Rody Aragón
- Clásicos (2011-2012): Rody Aragón
- Alegría (2011-): Los Gabytos
- Fofito, 50 años de ilusión (2012): Fofito i Mónica Aragón
- Había una vez...Tú sí que vales (2012): Rody Aragón
- Rody Aragón: Inolvidable y mágico (2012-2013): Rody Aragón
- ¿Cómo están ustedes? El musical (2013): Fofito, Rody Aragón i Mónica Aragón
- Eurocirco con los Gabytos (2013): Los Gabytos
- ¿Cómo están ustedes? El musical 2.0 La aventura musical! (2013-?): Los Gabytos
- Los Payasos de la tele, El Musical. (Una aventura encantada) (2013): Fofito, Rody Aragón i Mónica Aragón.
- Los Payasos de la Tele, El Musical. La gran aventura (2014): Rody Aragón i Claudia Molina.
- Aquellas meriendas (2016): Fofito i Mónica Aragón

## Cançons
1. La muñeca fea (original de Francisco Gabilondo Soler, "Cri Cri")
2. Hola, don Pepito
3. La gallina turuleca (versió espanyola de ¨A galinha magricela, d'Edgard Poças).
4. Susanita tiene un ratón (original de Rafael Pérez Botija)
5. Mi barba tiene tres pelos
6. Un barquito de cáscara de nuez (original de Francisco Gabilondo Soler "Cri Cri")
7. El auto nuevo (original de Pipo Pescador)
8. El sombrero de Fofó
9. Cómo me pica la nariz
10. Qué nos da el cerdito
11. Chinito de amor
12. El comilón
13. Pepe trae la escoba
14. Los días de la semana
15. La familia unida
16. Una sonrisa y una flor
17. En la autocaravana
18. Feliz en tu día
19. Dale, Ramón
20. Había una vez un circo
21. Tres bárbaros en un jeep
22. Porrompompom Manuela
23. La paloma en el palomar
24. Si toco la trompeta
25. Chévere chon
26. De cachibú de cachivaca
27. Estaba el señor don gato
28. Mi familia
29. Ratoncito Miguel
30. Tralalá
31. Todos los niños del mundo
32. Rumbo a la campiña
33. Vale, papá
34. El gordinflón
35. "Hola Don Pepito (Instrumental)" (Amb Paquito D'Rivera) (Bonus Track)

## Trajectòria aTV
- El show de las cinco (1968), Canal 8
- "El zapato roto" (1970) Canal 13 Buenos Aires - Argentina
- "El show de Gaby Fofo y Miliki" (1971-1972). Canal 13 - Argentina
- Las aventuras de Gaby, Fofó y Miliki (1973), TVE
- El gran circo de TVE (1974-1981), TVE
- Cantar y reír (1974-1976), TVE
- El loco mundo de los payasos (1982-1983), TVE
- Tompy, el conejito de trapo (1982)
- La merienda (1990-1991), Antena 3
- La guardería (1990-1991), Antena 3
- Superguay (1991-1993), Telecinco
- El gran circo de Televisión Española (1993-1995), TVE
- Tras 3 tris (1996), Antena 3
- Las aventuras de Los Gabytos (2005-2006), Antena 3

## Filmografia
- El nieto del zorro
- La vida de los payasos
- Tres bárbaros en un jeep
- Había una vez un circo
- Los padrinos
- La cuba mía
- Miliki presenta... Había una vez
- Los payasos
- Carlitos y el campo de sus sueños

## Arbre genealògic de la família Aragón
|
|  |  |                        |                        |                        |                        |                        |                        |                        |                        |                                                |                                                |                                                   |                                                   | Gabriel Aragón Gómez El Gran Pepino               | Gabriel Aragón Gómez El Gran Pepino               | Gabriel Aragón Gómez El Gran Pepino               | Gabriel Aragón Gómez El Gran Pepino               | Gabriel Aragón Gómez El Gran Pepino | Gabriel Aragón Gómez El Gran Pepino |                                           |                                           | {{{i}}}                                   | {{{i}}}                                   | {{{i}}}                                   | {{{i}}}                                   | {{{i}}} | {{{i}}} |  |  | Virgínia Foureaux | Virgínia Foureaux | Virgínia Foureaux                        | Virgínia Foureaux                        | Virgínia Foureaux                        | Virgínia Foureaux                        |                                          |                                          |                                       |                                       |                                       |                                       |                                          |                                          |                                          |                                          |                                          |                                          |                                |                                |                                |                                |                              |                              |                                    |                                    |                                    |                                    |                                    |                                    |  |  |                                           |                                           |                                           |                                           |                                           |                                           |  |  |  |  |  |  |  |  |  |  |  |  |  |  |  |  |  |  |  |  |  |  |  |  |  |  |  |  |  |  |  |  |  |  |  |  |  |  |  |  |  |  |  |  |  |  |  |  |  |  |  |  |  |  |  |  |  |  |  |  |  |  |  |  |  |  |  |  |  |  |
|  |  |                        |                        |                        |                        |                        |                        |                        |                        |                                                |                                                |                                                   |                                                   | Gabriel Aragón Gómez El Gran Pepino               | Gabriel Aragón Gómez El Gran Pepino               | Gabriel Aragón Gómez El Gran Pepino               | Gabriel Aragón Gómez El Gran Pepino               | Gabriel Aragón Gómez El Gran Pepino | Gabriel Aragón Gómez El Gran Pepino |                                           |                                           | {{{i}}}                                   | {{{i}}}                                   | {{{i}}}                                   | {{{i}}}                                   | {{{i}}} | {{{i}}} |  |  | Virgínia Foureaux | Virgínia Foureaux | Virgínia Foureaux                        | Virgínia Foureaux                        | Virgínia Foureaux                        | Virgínia Foureaux                        |                                          |                                          |                                       |                                       |                                       |                                       |                                          |                                          |                                          |                                          |                                          |                                          |                                |                                |                                |                                |                              |                              |                                    |                                    |                                    |                                    |                                    |                                    |  |  |                                           |                                           |                                           |                                           |                                           |                                           |  |  |  |  |  |  |  |  |  |  |  |  |  |  |  |  |  |  |  |  |  |  |  |  |  |  |  |  |  |  |  |  |  |  |  |  |  |  |  |  |  |  |  |  |  |  |  |  |  |  |  |  |  |  |  |  |  |  |  |  |  |  |  |  |  |  |  |  |  |  |
|  |  |                        |                        |                        |                        |                        |                        |                        |                        |                                                |                                                |                                                   |                                                   |                                                   |                                                   |                                                   |                                                   |                                     |                                     |                                           |                                           |                                           |                                           |                                           |                                           |         |         |  |  |                   |                   |                                          |                                          |                                          |                                          |                                          |                                          |                                       |                                       |                                       |                                       |                                          |                                          |                                          |                                          |                                          |                                          |                                |                                |                                |                                |                              |                              |                                    |                                    |                                    |                                    |                                    |                                    |  |  |                                           |                                           |                                           |                                           |                                           |                                           |  |  |  |  |  |  |  |  |  |  |  |  |  |  |  |  |  |  |  |  |  |  |  |  |  |  |  |  |  |  |  |  |  |  |  |  |  |  |  |  |  |  |  |  |  |  |  |  |  |  |  |  |  |  |  |  |  |  |  |  |  |  |  |  |  |  |  |  |  |  |
|  |  |                        |                        |                        |                        |                        |                        |                        |                        |                                                |                                                |                                                   |                                                   |                                                   |                                                   |                                                   |                                                   |                                     |                                     |                                           |                                           |                                           |                                           |                                           |                                           |         |         |  |  |                   |                   |                                          |                                          |                                          |                                          |                                          |                                          |                                       |                                       |                                       |                                       |                                          |                                          |                                          |                                          |                                          |                                          |                                |                                |                                |                                |                              |                              |                                    |                                    |                                    |                                    |                                    |                                    |  |  |                                           |                                           |                                           |                                           |                                           |                                           |  |  |  |  |  |  |  |  |  |  |  |  |  |  |  |  |  |  |  |  |  |  |  |  |  |  |  |  |  |  |  |  |  |  |  |  |  |  |  |  |  |  |  |  |  |  |  |  |  |  |  |  |  |  |  |  |  |  |  |  |  |  |  |  |  |  |  |  |  |  |
|  |  | Arturo Aragón Foureaux | Arturo Aragón Foureaux | Arturo Aragón Foureaux | Arturo Aragón Foureaux | Arturo Aragón Foureaux | Arturo Aragón Foureaux |                        |                        | José María Aragón Foureaux Pompoff (1886-1970) | José María Aragón Foureaux Pompoff (1886-1970) | José María Aragón Foureaux Pompoff (1886-1970)    | José María Aragón Foureaux Pompoff (1886-1970)    | José María Aragón Foureaux Pompoff (1886-1970)    | José María Aragón Foureaux Pompoff (1886-1970)    |                                                   |                                                   |                                     |                                     | Teodoro Aragón Foureaux Thedy (1885-1974) | Teodoro Aragón Foureaux Thedy (1885-1974) | Teodoro Aragón Foureaux Thedy (1885-1974) | Teodoro Aragón Foureaux Thedy (1885-1974) | Teodoro Aragón Foureaux Thedy (1885-1974) | Teodoro Aragón Foureaux Thedy (1885-1974) |         |         |  |  |                   |                   |                                          |                                          |                                          |                                          |                                          |                                          |                                       |                                       |                                       |                                       | Emilio Aragón Foureaux Emig (†1946)      | Emilio Aragón Foureaux Emig (†1946)      | Emilio Aragón Foureaux Emig (†1946)      | Emilio Aragón Foureaux Emig (†1946)      | Emilio Aragón Foureaux Emig (†1946)      | Emilio Aragón Foureaux Emig (†1946)      |                                |                                |                                |                                |                              |                              |                                    |                                    |                                    |                                    |                                    |                                    |  |  |                                           |                                           |                                           |                                           |                                           |                                           |  |  |  |  |  |  |  |  |  |  |  |  |  |  |  |  |  |  |  |  |  |  |  |  |  |  |  |  |  |  |  |  |  |  |  |  |  |  |  |  |  |  |  |  |  |  |  |  |  |  |  |  |  |  |  |  |  |  |  |  |  |  |  |  |  |  |  |  |  |  |
|  |  | Arturo Aragón Foureaux | Arturo Aragón Foureaux | Arturo Aragón Foureaux | Arturo Aragón Foureaux | Arturo Aragón Foureaux | Arturo Aragón Foureaux |                        |                        | José María Aragón Foureaux Pompoff (1886-1970) | José María Aragón Foureaux Pompoff (1886-1970) | José María Aragón Foureaux Pompoff (1886-1970)    | José María Aragón Foureaux Pompoff (1886-1970)    | José María Aragón Foureaux Pompoff (1886-1970)    | José María Aragón Foureaux Pompoff (1886-1970)    |                                                   |                                                   |                                     |                                     | Teodoro Aragón Foureaux Thedy (1885-1974) | Teodoro Aragón Foureaux Thedy (1885-1974) | Teodoro Aragón Foureaux Thedy (1885-1974) | Teodoro Aragón Foureaux Thedy (1885-1974) | Teodoro Aragón Foureaux Thedy (1885-1974) | Teodoro Aragón Foureaux Thedy (1885-1974) |         |         |  |  |                   |                   |                                          |                                          |                                          |                                          |                                          |                                          |                                       |                                       |                                       |                                       | Emilio Aragón Foureaux Emig (†1946)      | Emilio Aragón Foureaux Emig (†1946)      | Emilio Aragón Foureaux Emig (†1946)      | Emilio Aragón Foureaux Emig (†1946)      | Emilio Aragón Foureaux Emig (†1946)      | Emilio Aragón Foureaux Emig (†1946)      |                                |                                |                                |                                |                              |                              |                                    |                                    |                                    |                                    |                                    |                                    |  |  |                                           |                                           |                                           |                                           |                                           |                                           |  |  |  |  |  |  |  |  |  |  |  |  |  |  |  |  |  |  |  |  |  |  |  |  |  |  |  |  |  |  |  |  |  |  |  |  |  |  |  |  |  |  |  |  |  |  |  |  |  |  |  |  |  |  |  |  |  |  |  |  |  |  |  |  |  |  |  |  |  |  |
|  |  |                        |                        |                        |                        |                        |                        |                        |                        |                                                |                                                |                                                   |                                                   |                                                   |                                                   |                                                   |                                                   |                                     |                                     |                                           |                                           |                                           |                                           |                                           |                                           |         |         |  |  |                   |                   |                                          |                                          |                                          |                                          |                                          |                                          |                                       |                                       |                                       |                                       |                                          |                                          |                                          |                                          |                                          |                                          |                                |                                |                                |                                |                              |                              |                                    |                                    |                                    |                                    |                                    |                                    |  |  |                                           |                                           |                                           |                                           |                                           |                                           |  |  |  |  |  |  |  |  |  |  |  |  |  |  |  |  |  |  |  |  |  |  |  |  |  |  |  |  |  |  |  |  |  |  |  |  |  |  |  |  |  |  |  |  |  |  |  |  |  |  |  |  |  |  |  |  |  |  |  |  |  |  |  |  |  |  |  |  |  |  |
|  |  |                        |                        | Víctor Aragón Hipkins. | Víctor Aragón Hipkins. | Víctor Aragón Hipkins. | Víctor Aragón Hipkins. | Víctor Aragón Hipkins. | Víctor Aragón Hipkins. |                                                |                                                | José Aragón Hipkins Nabucodonosorcito (1912-1993) | José Aragón Hipkins Nabucodonosorcito (1912-1993) | José Aragón Hipkins Nabucodonosorcito (1912-1993) | José Aragón Hipkins Nabucodonosorcito (1912-1993) | José Aragón Hipkins Nabucodonosorcito (1912-1993) | José Aragón Hipkins Nabucodonosorcito (1912-1993) |                                     |                                     | Emilio Aragón Zampabollos                 | Emilio Aragón Zampabollos                 | Emilio Aragón Zampabollos                 | Emilio Aragón Zampabollos                 | Emilio Aragón Zampabollos                 | Emilio Aragón Zampabollos                 |         |         |  |  |                   |                   | Gabriel Aragón Bermúdez Gaby (1920-1995) | Gabriel Aragón Bermúdez Gaby (1920-1995) | Gabriel Aragón Bermúdez Gaby (1920-1995) | Gabriel Aragón Bermúdez Gaby (1920-1995) | Gabriel Aragón Bermúdez Gaby (1920-1995) | Gabriel Aragón Bermúdez Gaby (1920-1995) |                                       |                                       |                                       |                                       | Alfonso Aragón Bermúdez Fofó (1923-1976) | Alfonso Aragón Bermúdez Fofó (1923-1976) | Alfonso Aragón Bermúdez Fofó (1923-1976) | Alfonso Aragón Bermúdez Fofó (1923-1976) | Alfonso Aragón Bermúdez Fofó (1923-1976) | Alfonso Aragón Bermúdez Fofó (1923-1976) |                                |                                |                                |                                | Rocío Aragón Bermúdez (1925) | Rocío Aragón Bermúdez (1925) | Rocío Aragón Bermúdez (1925)       | Rocío Aragón Bermúdez (1925)       | Rocío Aragón Bermúdez (1925)       | Rocío Aragón Bermúdez (1925)       |                                    |                                    |  |  | Emilio Aragón Bermúdez Miliki (1929-2012) | Emilio Aragón Bermúdez Miliki (1929-2012) | Emilio Aragón Bermúdez Miliki (1929-2012) | Emilio Aragón Bermúdez Miliki (1929-2012) | Emilio Aragón Bermúdez Miliki (1929-2012) | Emilio Aragón Bermúdez Miliki (1929-2012) |  |  |  |  |  |  |  |  |  |  |  |  |  |  |  |  |  |  |  |  |  |  |  |  |  |  |  |  |  |  |  |  |  |  |  |  |  |  |  |  |  |  |  |  |  |  |  |  |  |  |  |  |  |  |  |  |  |  |  |  |  |  |  |  |  |  |  |  |  |  |
|  |  |                        |                        | Víctor Aragón Hipkins. | Víctor Aragón Hipkins. | Víctor Aragón Hipkins. | Víctor Aragón Hipkins. | Víctor Aragón Hipkins. | Víctor Aragón Hipkins. |                                                |                                                | José Aragón Hipkins Nabucodonosorcito (1912-1993) | José Aragón Hipkins Nabucodonosorcito (1912-1993) | José Aragón Hipkins Nabucodonosorcito (1912-1993) | José Aragón Hipkins Nabucodonosorcito (1912-1993) | José Aragón Hipkins Nabucodonosorcito (1912-1993) | José Aragón Hipkins Nabucodonosorcito (1912-1993) |                                     |                                     | Emilio Aragón Zampabollos                 | Emilio Aragón Zampabollos                 | Emilio Aragón Zampabollos                 | Emilio Aragón Zampabollos                 | Emilio Aragón Zampabollos                 | Emilio Aragón Zampabollos                 |         |         |  |  |                   |                   | Gabriel Aragón Bermúdez Gaby (1920-1995) | Gabriel Aragón Bermúdez Gaby (1920-1995) | Gabriel Aragón Bermúdez Gaby (1920-1995) | Gabriel Aragón Bermúdez Gaby (1920-1995) | Gabriel Aragón Bermúdez Gaby (1920-1995) | Gabriel Aragón Bermúdez Gaby (1920-1995) |                                       |                                       |                                       |                                       | Alfonso Aragón Bermúdez Fofó (1923-1976) | Alfonso Aragón Bermúdez Fofó (1923-1976) | Alfonso Aragón Bermúdez Fofó (1923-1976) | Alfonso Aragón Bermúdez Fofó (1923-1976) | Alfonso Aragón Bermúdez Fofó (1923-1976) | Alfonso Aragón Bermúdez Fofó (1923-1976) |                                |                                |                                |                                | Rocío Aragón Bermúdez (1925) | Rocío Aragón Bermúdez (1925) | Rocío Aragón Bermúdez (1925)       | Rocío Aragón Bermúdez (1925)       | Rocío Aragón Bermúdez (1925)       | Rocío Aragón Bermúdez (1925)       |                                    |                                    |  |  | Emilio Aragón Bermúdez Miliki (1929-2012) | Emilio Aragón Bermúdez Miliki (1929-2012) | Emilio Aragón Bermúdez Miliki (1929-2012) | Emilio Aragón Bermúdez Miliki (1929-2012) | Emilio Aragón Bermúdez Miliki (1929-2012) | Emilio Aragón Bermúdez Miliki (1929-2012) |  |  |  |  |  |  |  |  |  |  |  |  |  |  |  |  |  |  |  |  |  |  |  |  |  |  |  |  |  |  |  |  |  |  |  |  |  |  |  |  |  |  |  |  |  |  |  |  |  |  |  |  |  |  |  |  |  |  |  |  |  |  |  |  |  |  |  |  |  |  |
|  |  |                        |                        |                        |                        |                        |                        |                        |                        |                                                |                                                |                                                   |                                                   |                                                   |                                                   |                                                   |                                                   |                                     |                                     |                                           |                                           |                                           |                                           |                                           |                                           |         |         |  |  |                   |                   |                                          |                                          |                                          |                                          |                                          |                                          |                                       |                                       |                                       |                                       |                                          |                                          |                                          |                                          |                                          |                                          |                                |                                |                                |                                |                              |                              |                                    |                                    |                                    |                                    |                                    |                                    |  |  |                                           |                                           |                                           |                                           |                                           |                                           |  |  |  |  |  |  |  |  |  |  |  |  |  |  |  |  |  |  |  |  |  |  |  |  |  |  |  |  |  |  |  |  |  |  |  |  |  |  |  |  |  |  |  |  |  |  |  |  |  |  |  |  |  |  |  |  |  |  |  |  |  |  |  |  |  |  |  |  |  |  |
|  |  |                        |                        |                        |                        |                        |                        |                        |                        |                                                |                                                |                                                   |                                                   |                                                   |                                                   |                                                   |                                                   |                                     |                                     |                                           |                                           |                                           |                                           |                                           |                                           |         |         |  |  |                   |                   |                                          |                                          |                                          |                                          |                                          |                                          | Alfonso Aragón Sac Fofito (1949)      | Alfonso Aragón Sac Fofito (1949)      | Alfonso Aragón Sac Fofito (1949)      | Alfonso Aragón Sac Fofito (1949)      | Alfonso Aragón Sac Fofito (1949)         | Alfonso Aragón Sac Fofito (1949)         |                                          |                                          | Rodolfo Aragón Sac Rody (1958)           | Rodolfo Aragón Sac Rody (1958)           | Rodolfo Aragón Sac Rody (1958) | Rodolfo Aragón Sac Rody (1958) | Rodolfo Aragón Sac Rody (1958) | Rodolfo Aragón Sac Rody (1958) |                              |                              | Rita Irasema Aragón Álvarez (1954) | Rita Irasema Aragón Álvarez (1954) | Rita Irasema Aragón Álvarez (1954) | Rita Irasema Aragón Álvarez (1954) | Rita Irasema Aragón Álvarez (1954) | Rita Irasema Aragón Álvarez (1954) |  |  | Emilio Aragón Álvarez Milikito (1959)     | Emilio Aragón Álvarez Milikito (1959)     | Emilio Aragón Álvarez Milikito (1959)     | Emilio Aragón Álvarez Milikito (1959)     | Emilio Aragón Álvarez Milikito (1959)     | Emilio Aragón Álvarez Milikito (1959)     |  |  |  |  |  |  |  |  |  |  |  |  |  |  |  |  |  |  |  |  |  |  |  |  |  |  |  |  |  |  |  |  |  |  |  |  |  |  |  |  |  |  |  |  |  |  |  |  |  |  |  |  |  |  |  |  |  |  |  |  |  |  |  |  |  |  |  |  |  |  |
|  |  |                        |                        |                        |                        |                        |                        |                        |                        |                                                |                                                |                                                   |                                                   |                                                   |                                                   |                                                   |                                                   |                                     |                                     |                                           |                                           |                                           |                                           |                                           |                                           |         |         |  |  |                   |                   |                                          |                                          |                                          |                                          |                                          |                                          | Alfonso Aragón Sac Fofito (1949)      | Alfonso Aragón Sac Fofito (1949)      | Alfonso Aragón Sac Fofito (1949)      | Alfonso Aragón Sac Fofito (1949)      | Alfonso Aragón Sac Fofito (1949)         | Alfonso Aragón Sac Fofito (1949)         |                                          |                                          | Rodolfo Aragón Sac Rody (1958)           | Rodolfo Aragón Sac Rody (1958)           | Rodolfo Aragón Sac Rody (1958) | Rodolfo Aragón Sac Rody (1958) | Rodolfo Aragón Sac Rody (1958) | Rodolfo Aragón Sac Rody (1958) |                              |                              | Rita Irasema Aragón Álvarez (1954) | Rita Irasema Aragón Álvarez (1954) | Rita Irasema Aragón Álvarez (1954) | Rita Irasema Aragón Álvarez (1954) | Rita Irasema Aragón Álvarez (1954) | Rita Irasema Aragón Álvarez (1954) |  |  | Emilio Aragón Álvarez Milikito (1959)     | Emilio Aragón Álvarez Milikito (1959)     | Emilio Aragón Álvarez Milikito (1959)     | Emilio Aragón Álvarez Milikito (1959)     | Emilio Aragón Álvarez Milikito (1959)     | Emilio Aragón Álvarez Milikito (1959)     |  |  |  |  |  |  |  |  |  |  |  |  |  |  |  |  |  |  |  |  |  |  |  |  |  |  |  |  |  |  |  |  |  |  |  |  |  |  |  |  |  |  |  |  |  |  |  |  |  |  |  |  |  |  |  |  |  |  |  |  |  |  |  |  |  |  |  |  |  |  |
|  |  |                        |                        |                        |                        |                        |                        |                        |                        |                                                |                                                |                                                   |                                                   |                                                   |                                                   |                                                   |                                                   |                                     |                                     |                                           |                                           |                                           |                                           |                                           |                                           |         |         |  |  |                   |                   |                                          |                                          |                                          |                                          |                                          |                                          | Mónica Aragón Fernández-Cuervo (1973) | Mónica Aragón Fernández-Cuervo (1973) | Mónica Aragón Fernández-Cuervo (1973) | Mónica Aragón Fernández-Cuervo (1973) | Mónica Aragón Fernández-Cuervo (1973)    | Mónica Aragón Fernández-Cuervo (1973)    |                                          |                                          |                                          |                                          |                                |                                |                                |                                |                              |                              | Manuel Feijóo Aragón (1977)        | Manuel Feijóo Aragón (1977)        | Manuel Feijóo Aragón (1977)        | Manuel Feijóo Aragón (1977)        | Manuel Feijóo Aragón (1977)        | Manuel Feijóo Aragón (1977)        |  |  |                                           |                                           |                                           |                                           |                                           |                                           |  |  |  |  |  |  |  |  |  |  |  |  |  |  |  |  |  |  |  |  |  |  |  |  |  |  |  |  |  |  |  |  |  |  |  |  |  |  |  |  |  |  |  |  |  |  |  |  |  |  |  |  |  |  |  |  |  |  |  |  |  |  |  |  |  |  |  |  |  |  |